# إريش هارتمان
إريش ألفريد «بوبي» هارتمان (بالألمانية: Erich Hartmann) (19 أبريل 1922 - 20 سبتمبر 1993) لقبه «بوبي» بين زملائه ولقبه خصومه السوفيت «بالشيطان الأسود». هو طيار مقاتل ألماني أثناء الحرب العالمية الثانية. وهو الطيار البطل الذي حقق أكبر عدد من الانتصارات في تاريخ المعارك الجوية. فهو يدعي تحقيقه لـ 352 انتصارًا جويًا (منها 345 ضد القوات الجوية السوفيتية، 260 منها مقاتلات) خلال 1.404 مهمة قتالية. وشارك هارتمان في الاشتباكات الجوية 825 مرة أثناء خدمته للوفتفافه. واضطر هارتمان إلى الهبوط للأرض بطائرته المحطمة 14 مرة، وترجع أسباب تحطم طائراته الأربعة عشر إلى اصطدامهن بحطام الطائرات التي أصابها فأسقطها أو بسبب عطل ميكانيكي. ويدعي هارتمان إنه لم تسقطه أو تضطره إلى الهبوط نيران أي طائرة معادية.
وكان هارتمان يقود الطائرات الشراعية قبل الحرب. وبعد اندلاع الحرب، التحق باللوفتفافه عام 1940. وأكمل تدريبه كطيار مقاتل عام 1942. وأرسله رؤساؤه للانضمام إلى الجناح 52 ياغدغيشفادر 52 على الجبهة الشرقية. وكان هارتمان محظوظًا بتواجده في الياغدغيشفادر 52 تحت إشراف أكثر طياري اللوفتفافه المقاتلين خبرة. وطور هارتمان من أساليبه في الطيران بإرشادات ونصائح الطيارين في الياغدغيشفادر 52. وحصل على الصليب الحديدي في 25 أغسطس 1944 لتحقيقه 301 نصرًا جويًا.
وحقق أخر انتصاراته الجوية يوم 8 مايو 1945. واستسلم هو ورفاقه في الجناح 52 إلى القوات الأمريكية وانتهى به المطاف بتسليمه للجيش الأحمر. وفي محاولة للضغط عليه لكي يعمل لحساب جيش ألمانيا الشرقية - الصديقة للاتحاد السوفيتي - تم تلفيق تهم جرائم حرب له، وهي تهم اعتبرت باطلة في المحكمة السوفيتية التي حُوكم فيها. ولكن حكم عليه بالسجن لمدة 25 سنة أشغال مؤبدة، وقضى 10 سنوات متنقلاً بين العديد من معسكرات الاعتقال والعمل السوفيتية حتى أفرج عنه عام 1955. وفي 1956، انضم هارتمان إلى سلاح الجو الألماني الجديد في ألمانيا الغربية وأصبح أول قائد للجناح 71 «ياغدغيشفادر 71». واستقال من الجيش الألماني عام 1970 بسبب معارضته لإدخال طائرات إف-104 ستارفايتر الخدمة في سلاح الجو الألماني الغربي «البوندزلوفتفافه» مما أدي لصدامه مع رؤسائه. وقد مات في عام 1993.

## بداية
وُلد إريش هارتمان في 19 أبريل 1922 في وايساك، فورتمبرغ. كان أبوه الطبيب ألفريد إريش
هارتمان وأمه إليزابيث فيلهيلمين ماشتهولف. وقد دفع الكساد الاقتصادي الكبير الذي أصاب العالم بعد الحرب العالمية الأولى أبوه إلى العمل في تشانغشا في الصين وقضى إريش طفولته المبكرة هناك. ولكن العائلة أضطرت للعودة مرة أخرى لألمانيا سنة 1928 بسبب الحرب الأهلية الصينية. وخلال الحرب العالمية الثانية، انضم ألفريد - أخو إريش الأصغر - لسلاح الجو الألماني وخدم على طائرة يانكرز 87 في شمال أفريقيا. ولكنه أسر بواسطة القوات البريطانية وقضى أربع سنوات مسجوناً كأسير حرب.
درس إريش في إحدى مدارس الشعب فولكسسكول في فايل إم شونبوك (أبريل 1928 - أبريل 1932)، وفي الغيمنازيم في بوبلينغين (أبريل 1932 - أبريل 1936)، وفي معهد التعليم الوطني السياسي في روتفيل (أبريل 1936 - أبريل 1937)، وفي الغيمنازيم بكورنتال (أبريل 1937 - أبريل 1940) الذي استلم منه شهادة الثانوية العامة «أبيتور». وفي كورنتال، قابل الفتاة التي سيتزوجها فيما بعد - أرسولا «أش» بايتش. وكان عمرها حينئذ 15 عاماً. وكان والديها يعارضان ارتبطاها بإريش في البداية.
بدأت حياة هارتمان في الطيران عندما إنضم لتدريبات بالطائرات الشراعية في سلاح الجو الألماني الوليد. وكانت معلمته أمه التي كانت من أول قائدي الطائرات الشراعية الإناث في ألمانيا. وقد امتلكت العائلة طائرة خفيفة ولكنهم اضطروا إلى بيعها عام 1932 بسبب انهيار الاقتصاد الألماني. ولكن صعود الحزب النازي عام 1933 أدي إلى دعم الحكومة للطيران الشراعي وفي عام 1936، شاركت إليزابيث هارتمان في تأسيس مدرسة طيران في فايل إم شونبوك حيث أصبح إريش فيها أحد المعلمين. وفي عام 1939 حصل على رخصة قيادة طائرات، مما سمح له بقيادة طائرات بمحركات.

## حياته العسكرية
بدأ هارتمان تدريبه العسكري في 1 أكتوبر 1940 بفوج الطيران العاشر في بيونيرسكي. وفي 1 مارس 1941 إنضم لمدرسة الطيران الحربي في برلين-غاتو 2 حيث قام بأول طلعة طيران مع مدرب بعد أربع أيام من التحاقه بالمدرسة وبعد ثلاثة أسابيع بدأ الطيران بمفرده. وانهى هارتمان تدريبه الأساسي في أكتوبر 1941 وبدأ التدريب المتقدم في المدرسة الإعدادية للطيران الحربي 2 في 1 نوفمبر 1941. وتعلم هارتمان خطط القتال ومهارات استعمال رشاش الطائرة. وانهى تدريبه المتقدم في 31 يناير 1942 وتعلم قيادة مسرشميت ب‌اف 109 ما بين 1 مارس 1942 و20 أغسطس 1942 في مدرسة الطيارين المقاتلين 2 في زيربست/أنهالت.
ولم يكن هارتمان متدرباً جيداً يطيع أو يحترم مدربيه. ففي 31 مارس 1942، خلال إحدى التدريبات على رشاش الطائرة، تجاهل التعليمات وقام بعمل بحركات استعراضية بطائرته الب‌اف 109 فوق مطار زيربست. فعوقب بالحبس ثلاثة أشهر في غرفته وخصم ثلثي راتبه. وقد حكى هارتمان أن حبسه قد أنقذ حياته:
إن حبسي في غرفتى هذا الأسبوع قد أنقذ حياتي. فقد كان من المقرر أن أذهب في طلعة جوية في عصر أحد أيام حبسي. وقد أسندت الطلعة إلى زميلي في الغرفة بدلاً مني الذي استخدم الطائرة التي كان من المفروض أن أقودها. وبعد طيرانه بفترة قصيرة، أثناء طيرانه في طريقه لميدان الرماية، تعرضت المحركات لعطل وسقطت الطائرة محطمة ومات زميلي في الحادث.
وبعد ذلك بدأ هارتمان التدريب بجدية. وبدأت مواهبه تتكشف لمدربيه ففي خلال أحد تدريبات الرماية في يونيو 1942، اسقط هدف مظلي بأربعة وعشرين طلقة بدلاً من الخمسين طلقة اللازمة لذلك. وقد أهله تدريبه لقيادة 17 نوع مختلف من الطائرات. وبعد تخرجه أُرسل في 21 أغسطس 1942 إلى غليفيتس بسيليزيا العليا حيث بقى حتى 10 أكتوبر 1942.

### إلى الخطوط الأمامية
نُقل هارتمان إلى الجناح 52 المرابط في مايكوب على الجبهة الشرقية في الاتحاد السوفيتي. وكان الجناح مسلحاً بطائرات مسرشميت ب‌اف 109، ولكن هارتمان مثله مثل العديد من الطيارين في الجناح أعطوا مهمة قيادة طائرات اليونكرز 87 ستوكا إلى مروبل. وصادفت أول طلعة لهارتمان عطل في فرامل الطائرة مما أدي تحطم الطائرة الستوكا وتدمير برج المراقبة. وكان هارتمان يتبع المجموعة الثالثة للجناح 52 الذي يقودها الرائد هوبيرتوس فون بونين، وكانت تحت امرة الرقيب أول ذو الخبرة إدموند روسمان. كما إن هارتمان شارك الطلعات الجوية مع طيارين خبراء أخرى ن مثل ألفريد غريسلافيسكي وهانز دامرز ويوسف زفيرنيمان. وقد أدرك غريسلافيسكي بعد بضع أيام من التدريبات الجوية المكثفة أن هارتمان طيار فذ على الرغم من أنه يحتاج إلى الكثير ليتعلمه. ولكن روسمان هو من علم هارتمان أساسيات الهجوم الخاطف وهو الأسلوب الذي أدى بهارتمان إلى ابتكار أسلوبه الخاص «شاهد - قرر - هاجم - إكسر».
بدأ هارتمان أولى مهامه القتالية في 14 أكتوبر 1942، كطيار تابع لجناح روسمان، عندما واجه مع زملائه عشرة طائرات معادية تحلق أسفلهم. وكان هارتمان متحمساً جداً لبدء القتال وتحقيق أولى انتصاراته الجوية. فحلق بأقصى سرعته نحو طائرات العدو حتى ابتعد عن الجناح. واشتبك مع إحدى مقاتلات العدو ولكنه لم يستطلع أن يصيبها بأي طلقة، واصطدم بها تقريباً. ثم هرب تحت السحاب للاختباء. وانتهت مهمته الأولى بارتطام طائرته بالأرض بعد نفاذ الوقود. وعوقب هارتمان على خرقه لقواعد الاشتباك الأساسية بالعمل مع الطاقم الأرضي لمدة ثلاثة أيام. وبعد أثنين وعشرين يوماً، استطاع هارتمان تحقيق أولى انتصاراته الجوية، بإسقاطه طائرة إليوشن 2 تابعة للفوج الجوي التابع لحرس الهجوم الأرضي السابع. وبحلول نهاية 1942، استطاع هارتمان إضافة انتصار أخر لقائمة انتصاراته.
ولُُقب هارتمان بـ«بوبي» بسبب ملامحه الطفولية وبوبي هو اسم تدليل يعني الولد الصغير في اللغة الألمانية. وقد اعتاد والتر كروبينيسكي، الطيار البطل الذي كان زميلاً لهارتمان في الجناح، أن يقول له عندما يناديه: «هاي!، بوبي، اقترب أكثر!».
وفي 25 مايو 1943، استطاع إسقاط طائرة لافوشكين لا-5 قبل الارتطام بطائرة سوفيتية أخرى، ولكنه استطاع السيطرة على طائرته المحطمة. وفي 7 يوليو 1943، في المعركة الجوية الكبيرة التي حدثت خلال معركة كورسك، استطاع إسقاط سبع مقاتلات سوفيتية معادية. ومع بداية شهر أغسطس وصلت قائمة انتصاراته للرقم 50، ومع نهاية الشهر أضاف 48 أخرى. وفي الشهر الذي تلاه عُين هارتمان قائد السرب التاسع التابع للسرب 52.
وفي أولى سنوات خدمته، كان لديه القليل من الاحترام للطيارين الروس. فأدعى بأن معظم مهادف مدافع الطائرات السوفيتية غير مضبوطة وأن الطيارون يرسمونها على زجاج الطائرة باليد.

## روابط خارجية
- إريش هارتمان على موقع مونزينجر (الألمانية)